# رباط معلق للمقلة
يشكل الرباط المعلق لمقلة العين (أو رباط لوكوود) (بالإنجليزية: Suspensory ligament of eyeball) أرجوحة شبكية حيث أنه يمتد إلى أسفل مقلة العين بين الأربطة الضابطة الإنسية والوحشية، كما أنه يغلف العضلات المستقيمة السفلية والعضلات المائلة السفلية للعين. يعد الرباط المعلق للمقلة تثخين لمحفظة تينون، وهي كبسولة من النسيج الضام الكثيف تحيط بمقلة العين وتفصلها عن دهون محجر العين.
يعد هذا الرباط مسؤولاً عن دعم والحفاظ على وضعية مقلة العين في وضعها الطبيعي العلوي والأمامي داخل محجر العين، كما أنه يمنع إزاحة مقلة العين للأسفل.
يمكن اعتبار الرباط المعلق لمقلة العين جزءًا من محفظة تينون.
تم تسمية هذا الرباط برباط لوكوود تيمناً بالجراح البريطاني تشارلز باريت لوكوود.